# Pratyahara
Pratyahara ist die 5. Stufe oder Glied der insgesamt acht Stufen des Ashtanga Yoga oder Raja Yoga (achtgliedriges Yoga), wie dies von Patanjali in einem der ältesten überlieferten Werke über Yoga, dem Yoga-Sutra beschrieben wurde. Es folgt auf das Pranayama (4. Stufe, die Beherrschung des Atems) und führt zum Dharana (6. Stufe, Konzentration) und Dhyana (7. Stufe, Meditation). Es geht um die Disziplinierung der Sinne (Indriya, „Fühler“), wie Geschmack, Sehen, Hören, Riechen, Fühlen und des Geistes durch ein Sich-nach-innen-Richten.
Durch diese Internalisierung des Bewusstseins sollen Sinneseindrücke allgemein bewusster und kontrollierbarer werden. Durch regelmäßiges Üben wird so die Durchführung weiterer Stufen erleichtert. Es handelt sich aber nicht um eine Beschränkung der Sinne, im Gegenteil soll der Geist zur Wahrnehmung von Feinheiten geschult werden, die den Sinnen sonst verborgen blieben.
Auf fortgeschrittenem Niveau wird auch gelehrt, wie die Aktivität der unwillkürlichen Muskulatur beeinflusst werden kann. Diese Techniken gehen fließend in das Pranayama über. Eine andere Technik des Pratyahara ist die Konzentration auf den Punkt zwischen den Augenbrauen, das Ajna-Chakra (drittes Auge).

## Interpretationen
Der Sanskrit-Begriff Pratyahara wird von der Verbwurzel hr (nehmen) abgeleitet und zu hãra abgewandelt. Vorweg stehen die beiden Vorsilben ã (hin, zu, in Richtung) und prati (zurück), das durch das folgende ã zu praty wird. Pratyahara bedeutet wörtlich also das Zurücknehmen oder Zurückziehen (von irgendwas). 

In den Quelltexten des Yoga finden sich unterschiedliche Interpretationen von Pratyahara. In den Yogasutras des Patanjali geht dieser zunächst auf Asana und Pranayama ein. Er erklärt, dass der Geist durch Pranayama gesammelt und ausgerichtet wird. Auf diese Sammlung des Geistes bezieht er sich, wenn er am Ende des zweiten Kapitels auf Pratyahara eingeht. Wörtlich heißt es dort: „Pratyahara ist (der Zustand), wenn die Sinne keinen Kontakt mit ihren eigenen Gegenständen haben und es so ist, als ob sie die eigene Form des Geistes annähmen.“ Bei Patanjali ist Pratyahara also keine willentliche Aktivität des Übenden, sondern das Resultat (siddhi) der Geistessammlung durch Pranayama. Diese Sichtweise wird in einigen Kommentaren ausdrücklich betont. So schreibt Vyasa: „Wenn die Bienenkönigin auffliegt, schwärmen die Bienen hinterher, wenn die Bienenkönigin sich niederlässt, lassen sich auch die Bienen nieder. Eben so werden die Sinne beherrscht, wenn der Geist beherrscht wird.“ Hariharananda Aranya wird in seinem Kommentar noch deutlicher: „In anderen Formen der Disziplin der Kontrolle der Sinne müssen Sinne von den Objekten entfernt gehalten werden oder der Geist muss gefestigt und beruhigt werden, oder irgendwelche anderen Methoden müssen angewendet werden. Aber dies ist bei Pratyahara nicht nötig; die Entschlossenheit des Geistes reicht aus. In welche Richtung auch immer der Geist willentlich gebracht wird, die Sinne folgen ihm...“ Eine ähnliche Interpretation von Pratyahara findet sich in der Gherandasamhita aus dem 17. Jahrhundert. Dort heißt es im vierten Kapitel zu Pratyahara: „Wohin auch immer der wandernde und unstete Geist hingeht, von dort soll er zurückgenommen werden und unter die Kontrolle des Atman gebracht werden.“
Im Gegensatz dazu interpretieren die Vasistha Samhita, die Yogavajnavalkya Samhita und die Sandilya Upanishad (Upanishaden) das Pratyahara als einen aktiven Vorgang. In den beiden erstgenannten Schriften heißt es übereinstimmend: „Die Natur der Sinne ist es, zu den Sinnesobjekten zu wandern. Das kraftvolle Zurückziehen (balat aharana) von ihnen wird Pratyahara genannt.“ Hier wird also davon ausgegangen, dass der Übende etwas tun muss. Eine genaue Anleitung, was zu tun ist, wird allerdings nicht beschrieben. Auch in der Hathapradipika ist eher von einem aktiven Tun die Rede. Sie beschreibt Pratyahara als „das schrittweise Zurückziehen der Sinne, wie Augen usw., die auf ihre Objekte gerichtet sind, dies wird Pratyahara genannt.“
Eine dritte, ganz andere Interpretation findet sich bei Gorakhnath, einem der Begründer des Hatha Yoga. Bei ihm wird Pratyahara zu einer körperlichen Übung (Asana), nämlich zur Umkehrhaltung Viparita Karani Mudra. Hier kommt die Vorstellung ins Spiel, der Kopf sei eine Schale, die mit dem Lebensnektar (Amrta) gefüllt ist. Dieser tropft stetig herunter zum Nabel und wird dort vom Feuer der Sonne (Solar Plexus, Sonnengeflecht, Manipura Chakra) verzehrt. In diesem Sinne wird Pratyahara von Gorakhnath als das Zurückhalten dieses Nektars beschrieben. Im Gorakshashataka heißt es: „Die Sonne zieht den Nektarfluss vom Mond zu sich. Diesen zurückzuhalten wird Pratyahara genannt.... Der Nabel ist oben und der Gaumen ist unten, die Sonne ist oben und der Mond ist unten. Diese Übung ist als Viparitakarani bekannt....“